# Nick van der Lijke
Nick van der Lijke (Middelburg, 23 settembre 1991) è un ciclista su strada olandese. Attivo in formazioni UCI dal 2010 al 2023, nel 2013 ha vinto la Beverbeek Classic; passato professionista nel 2014, ha concluso quarto al Giro di Danimarca 2021. Dal 2024 gareggia con il team dilettantistico GRC Jan Van Arckel.

## Palmarès

### Strada
- 2009 (Juniores)

1ª tappa Tour De Lorraine Juniors (Blénod > Audun-le-Tiche)
- 2012 (Rabobank Continental, due vittorie)

1ª tappa Tour de Gironde (Fargues-de-Langon > Cenon)
Classifica generale Tour de Gironde
- 2013 (Rabobank Development, tre vittorie)

Beverbeek Classic
2ª tappa Kreiz Breizh Elites (Carhaix > Carhaix, cronometro)
Classifica generale Kreiz Breizh Elites
- 2021 (Riwal Cycling Team, una vittoria)

Classifica generale Kreiz Breizh Elites

#### Altri successi
- 2012 (Rabobank Development)

Classifica giovani Tour de Gironde
Classifica scalatori Boucles de la Mayenne
- 2013 (Rabobank Development)

Classifica giovani Tour de Bretagne
Classifica giovani Tour de Gironde
Classifica a punti Kreiz Breizh Elites
Classifica giovani Kreiz Breizh Elites
- 2016 (Roompot - Oranje Peloton)

Classifica giovani Tour des Fjords
- 2021 (Riwal Cycling Team)

Classifica a punti Tour de Bretagne
- 2022

Omloop van de Braakman

### Pista
- 2017

Campionati olandesi, Derny
- 2018

Campionati europei, Derny

## Piazzamenti

### Grandi Giri
- Giro d'Italia

2015: 86º

### Classiche monumento
- Liegi-Bastogne-Liegi

2016: ritirato
2017: 71º

### Competizioni mondiali
- Campionati del mondo

Toscana 2013 - In linea Under-23: ritirato
Imola 2020 - In linea Elite: ritirato

### Competizioni continentali
- Campionati europei su strada

Hooglede 2009 - In linea Juniors: 13º
Herning 2017 - In linea Elite: non partito
Plouay 2020 - In linea Elite: 34°
Trento 2021 - In linea Elite: ritirato
- Giochi europei

Baku 2015: ritirato
- Campionati europei su pista

Erfurt 2018 - Derny: vincitore